# Летающий Якоб
Летающий Якоб (швед. flygande Jacob / Jakob) — шведская запеканка, состоящая из курятины, сливок, соуса чили, бананов, жареного арахиса и бекона. В оригинальном рецепте курицу заправляют итальянской приправой. Блюдо запекается в духовке и обычно подается с рисом и салатом.
Блюдо было изобретено Уве Якобссоном, который работал в сфере авиаперевозок, отсюда и название. Рецепт был впервые опубликован в шведском кулинарном журнале Allt om mat в 1976 году.